# Luan Peres
Luan Peres Petroni (San Paolo, 19 luglio 1994) è un calciatore brasiliano, difensore del Santos.

## Caratteristiche tecniche
È un difensore centrale.

## Carriera
Cresciuto nelle giovanili del Portuguesa, ha esordito il 9 aprile 2015 in occasione del match del Campionato Paulista perso 3-0 contro il San Paolo.

## Palmarès

### Club

#### Competizioni nazionali
- Supercoppa del Belgio: 1

Club Bruges: 2018
- Coppa di Turchia: 1

Fenerbahçe: 2022-2023
- Campeonato Brasileiro Série B: 1

Santos: 2024